# Marek Bucior
Marek Stanisław Bucior (ur. 8 maja 1970 w Kozienicach) – polski urzędnik państwowy, z wykształcenia historyk, w latach 2008–2015 podsekretarz stanu w Ministerstwie Pracy i Polityki Społecznej.

## Życiorys
W 1993 ukończył historię na Wydziale Humanistycznym Uniwersytetu Marii Curie-Skłodowskiej w Lublinie, a w 2000 Krajową Szkołę Administracji Publicznej w Warszawie.
Zawodowo związany z administracją państwową. Pracował w Kancelarii Prezesa Rady Ministrów jako wicedyrektor Departamentu Monitoringu, Prognoz i Analiz oraz dyrektora Departamentu Nadzoru Ubezpieczeń Społecznych, był także dyrektorem Departamentu Ubezpieczeń Społecznych MPiPS. 5 listopada 2008 objął stanowisko wiceministra w tym resorcie w randze podsekretarza stanu. W 2009 został także przewodniczącym rady nadzorczej Zakładu Ubezpieczeń Społecznych, przez dwa lata (2009–2011) był przedstawicielem ministra pracy i polityki społecznej w Komisji Nadzoru Finansowego.